# インドネシア料理

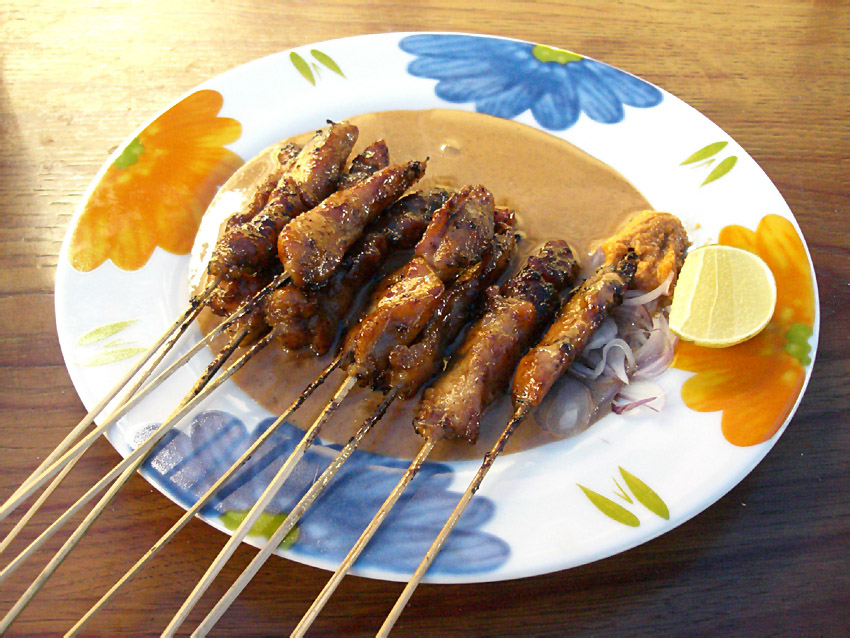
サテアヤム

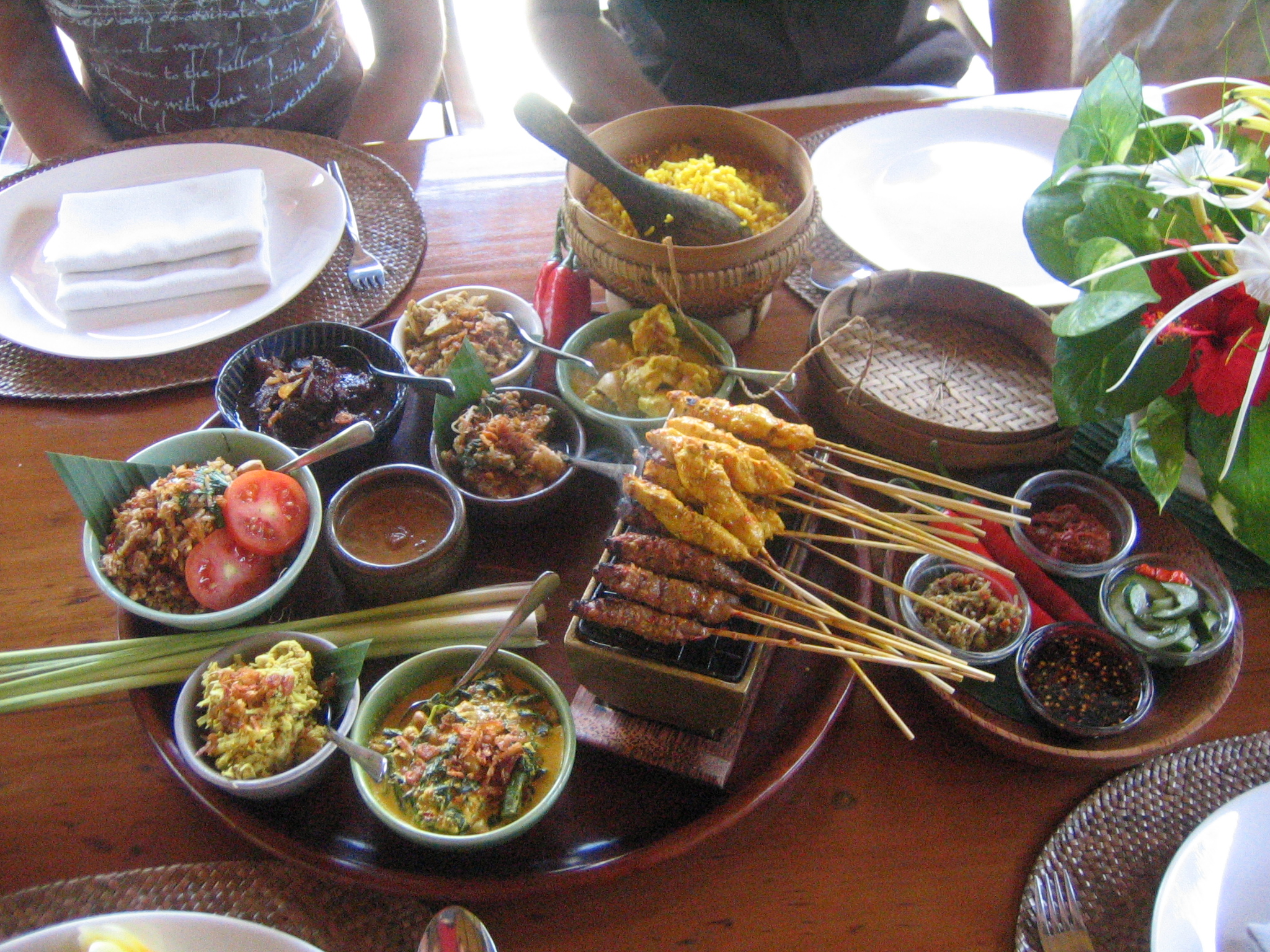
バリ料理

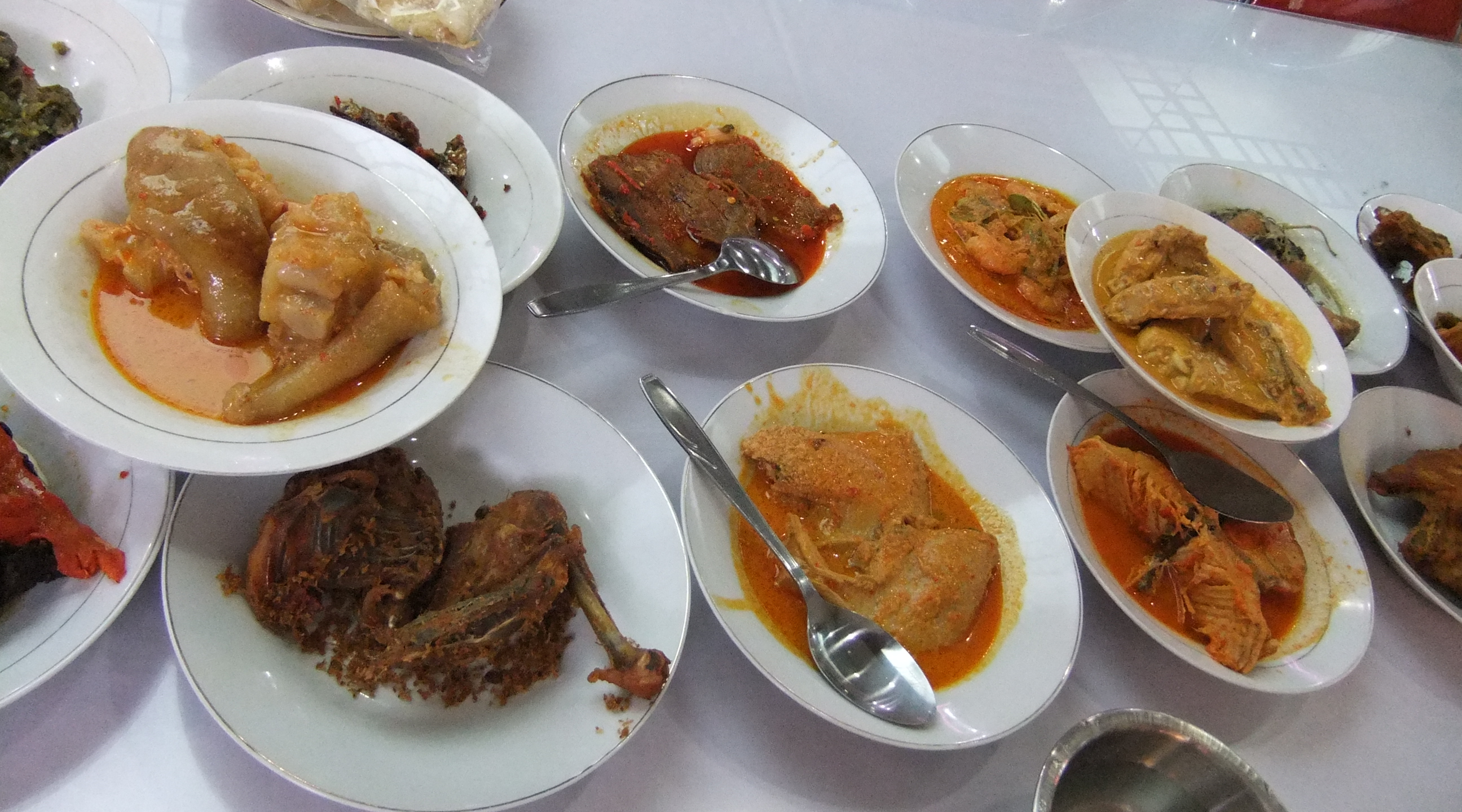
パダン料理

インドネシア料理（インドネシアりょうり）は、インドネシアの多民族文化を反映し、バリ料理、ジャワ料理、スンダ料理、マカッサル料理、マナド料理、パダン料理、バタク料理などの各民族の料理を包含する。日本でよく知られているナシゴレンの他、インドネシアで発想された料理、サテ（sate）やルンダン（rendang）、サンバル（sambal）などはマレーシアやシンガポールでも知られている。

## 概要

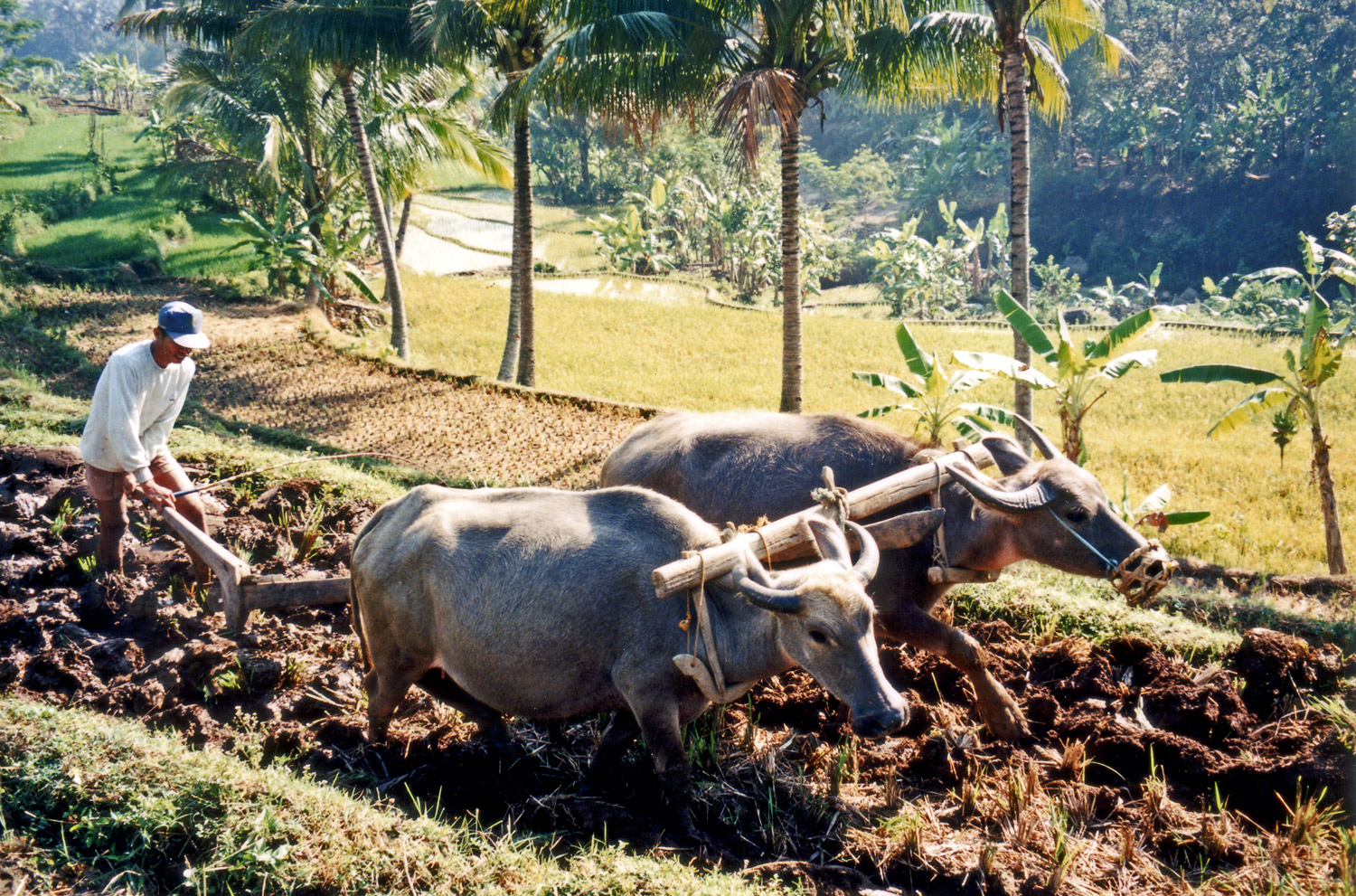
中部ジャワ州の稲作風景

インドネシアは古くから香辛料の国として有名である。モルッカ諸島はニクズク、チョウコウ、コショウの生産地で、香辛料産地として名高かった。オランダによる植民地化以前にスペインやポルトガルの貿易船が訪れ、新世界からの作物を持ち込み、その後インドネシア各地で栽培されるようになった。スペイン人はメキシコからフィリピン経由でトウガラシ、サンドマメ、トマト、トウモロコシ、ジャガイモをインドネシアに持ち込んだ。ポルトガル人はアフリカとブラジルからピーナッツ、パパヤ、パイナップル、サツマイモ、キャッサバを持ち込んだ。オランダ人はキャベツ、ニンジン、カリフラワーを持ち込んだ。中国人は大豆製品、麺類をもたらした。インドからはタマネギ、ニンニク、ナスなどの野菜とコリアンダー、クミン、ショウガ、タマリンドなどが伝えられた。古くからインドネシアで知られていた食材には、ウコン、ココナッツ、ヤシ砂糖、塩、トラシがある。
インドネシア料理は諸外国の影響を受けている。スマトラのパダン料理はインド、中近東、イスラーム文化の影響を受け、肉や野菜を香辛料で煮込んだ料理が多い。ジャワ料理はヒンドゥー教と仏教の影響を受けたため、肉を使う料理が少ない。ジャワ島ではテンペ（tempe）や豆腐と野菜を使った料理が発達している。テンペはジャワ人独特の食文化から発想した健康食品で、現在では豆腐とテンペ料理がインドネシアの各地で見られる。インドネシア東部にはポリネシアとメラネシアの食文化の影響が見られる。

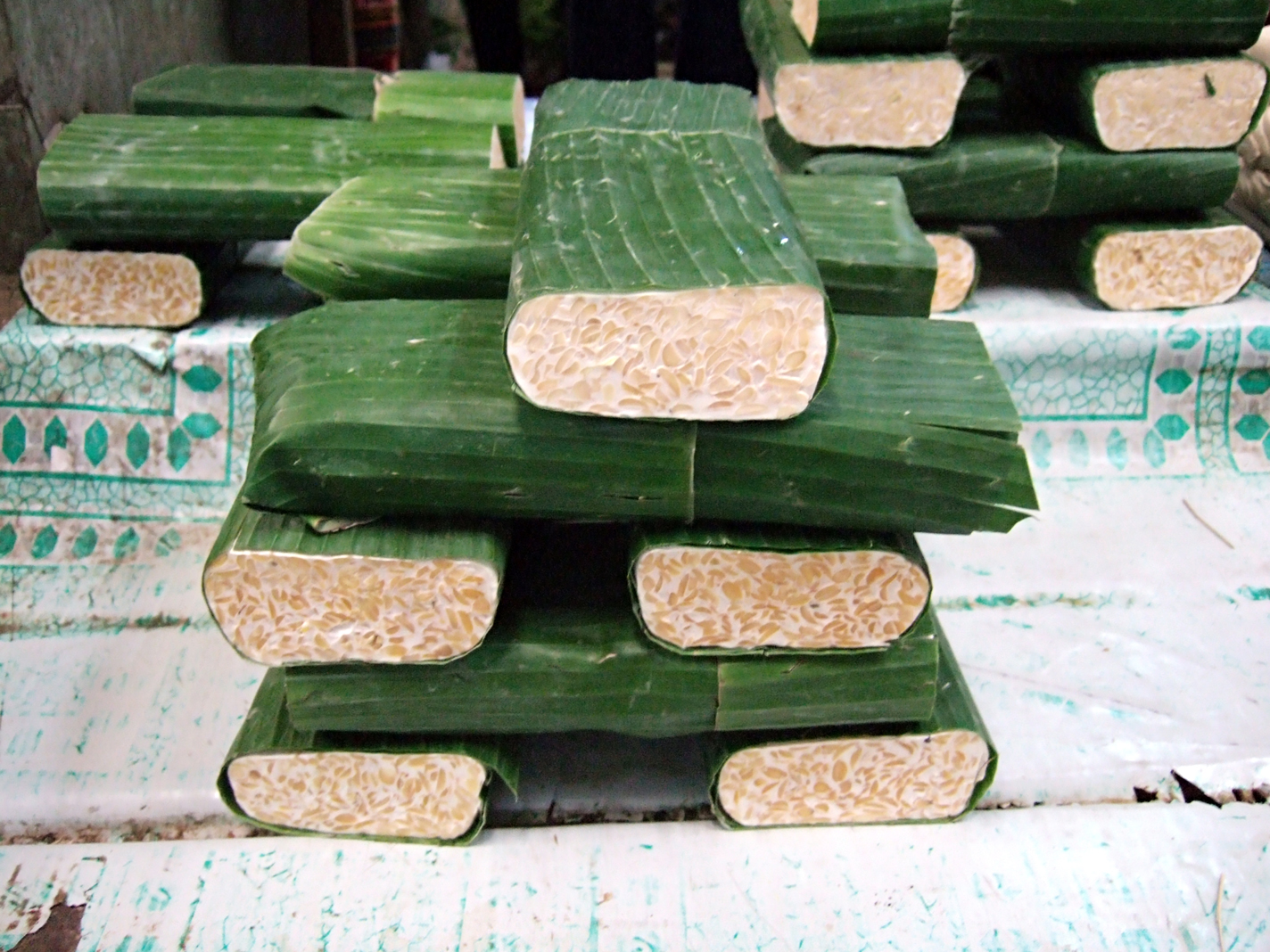
テンペ

インドネシア料理の特徴の一つは、揚げ物の種類が多いことである。テンペ、豆腐、鶏肉、干物、牛肉、魚、エビなどを油で揚げて調理する。調理方法は複雑なものもあり、例えばジャワのアヤムゴレンカラサン（ayam goreng kalasan）は鶏肉をサンバルという合わせ調味料で和えてから煮込んだ上、油で揚げる。スープの種類によっては、鶏肉や牛肉などの具を油で揚げてからスープに入れる。西スマトラ州では長時間煮込む料理が多く、パダン料理のルンダンは出来上がりまで4時間程煮込む。これに反して、西ジャワ州のスンダ料理は生野菜にサンバルを付けて米飯のおかずとして食べるなどシンプルな料理が特徴である。

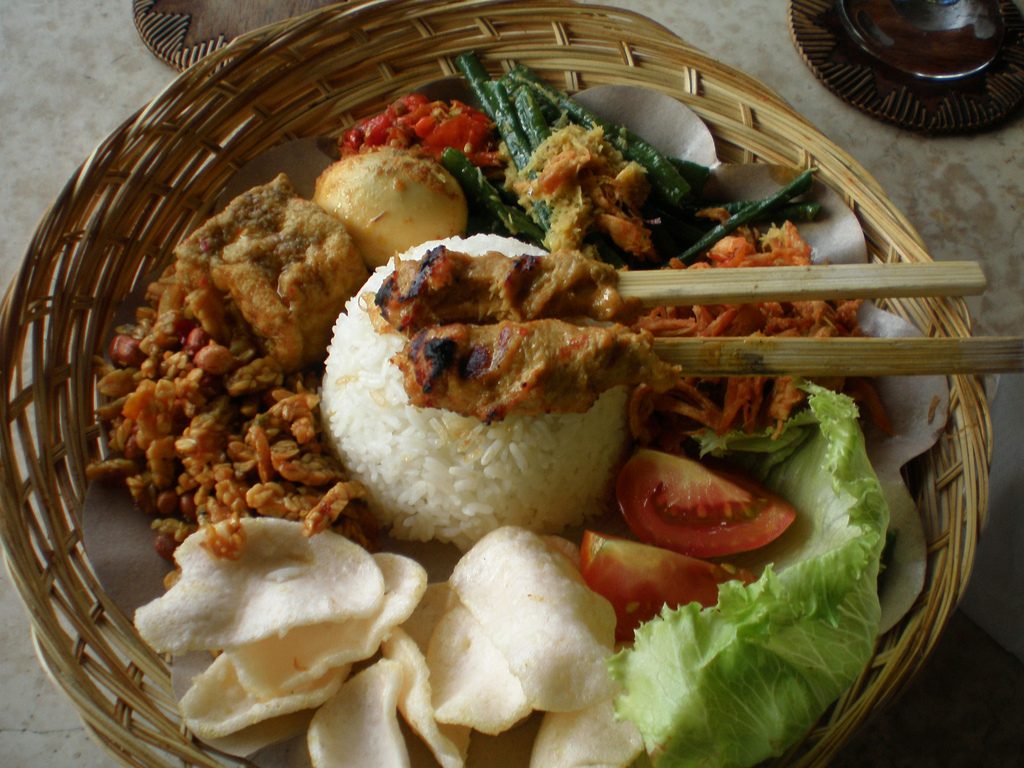
バリのナシチャンプル

中部ジャワ州とジョグジャカルタの料理は、砂糖で甘く煮るものが多い。中部ジャワ州とジョグジャカルタの名物グドゥッはパラミツをココナッツミルクと鶏がらスープで煮込み黒砂糖で味付けしたものである。中華料理の影響を受けた料理としてミー（mi）またはバッミー（bakmi）という麺料理、バッソ（ないしはバクソbakso、肉団子）、ルンピア（lumpia、春巻き）、バッパウ（bakpau、リョクトウまたは牛肉の饅頭）、ケチャップマニスがある。ヨーロッパ料理の影響（特にオランダ料理）を受けたものとしてパン、ケーキ、クッキー、コロッケ、プルクデル（perkedel）などがある。ラピスルギ（lapis legit）はインドネシアの名物ケーキの一つである。

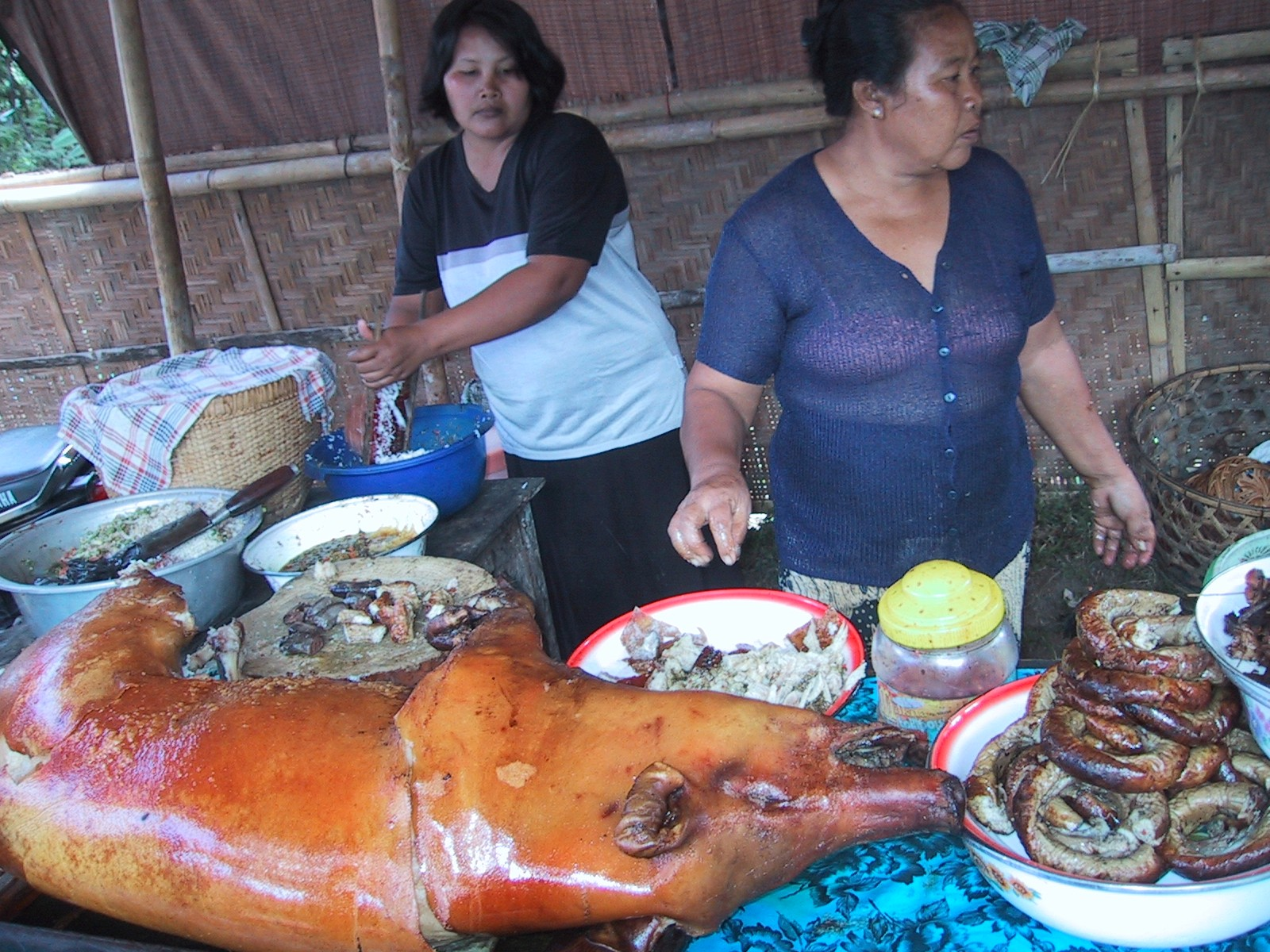
バリのバビグリン（豚の丸焼き）

インドネシアの人口の86.1%はムスリムで、彼らは豚に由来する一切の食材を調理しない。豚肉はもちろん、豚肉を原材料とする調味料や食材も同様に使用されない。食料品店に並ぶ食材やファーストフードやフードコートの料理にはハラル（halal）の認証が必要である。中華インドネシア料理店では豚肉を使用せず、豚肉の替わりにエビ、鶏肉、牛肉を使用する。豚肉料理を食べる習慣があるのはチャイナタウン、ヒンドゥーの多いバリ島、キリスト教信者の多い北スラウェシ州、北スマトラ州、パプア島である。大都市では中華料理、バリ料理、マナド料理、バタック料理を扱う店舗で豚肉を食べることができる。
インドネシア人は米を主食とする。米の種類はインディカ種である。稲作に適さない地域ではキャッサバとサゴヤシが主食である。インドネシア語でナシプティ（nasi
putih）という白飯として炊く以外に、米をココナッツミルクで炊いたナシウドゥッやちまきのようなロントン（lontong）、クトゥパッ（ketupat）、ナシゴレンなどの調理法がある。インドネシア人は白飯を好み、白飯を食べて初めて「食事をした」と言う人が多い。KFCやマクドナルドのフライドチキンも白飯と一緒に食べる。パーティや祝い事ではナシクニン、ナシトゥンペン（nasi tumpeng）、クトゥパッ、ロントン、ルマン（lemang）などを作る。
餅米はルピスやクタンウラップなどの菓子の原料になる。米粉はビーフン（bihun）やクエティアウ（kwetiau、河粉）などライスヌードルの原料になる。小麦からできた麺はミーゴレン、ソトミー（soto mi、汁麺）、ミーアヤム（mi ayam、鶏肉入り汁麺）として食べる。ご飯の替わりや軽い食事として即席ラーメンも食べられており、特にインドミーは国民食とも呼ばれる。インドミー・ミーゴレンというインスタントのミーゴレンもある。東インドネシアのモルッカ諸島とパプア島では主食としてサゴヤシのでんぷんを熱湯で溶いて食べる。
ご飯のおかずは野菜と肉である。インドネシア人は鶏肉を好み、牛肉、水牛肉、ヤギ肉も食べる。魚介類も海産物ではエビ、イカ、貝を食べ、淡水魚ではフナ、グラミー、タウナギ、ナマズが食べられる。北スマトラ州のバタク料理や北スラウェシ州のマナド料理では犬肉をパーティ料理として調理する習慣がある。
インドネシアにはコース料理の習慣がない。インドネシアの高級レストランのコース料理は、植民地時代にオランダ人がインドネシア各地の様々なご飯料理とおかずを合わせて供したライスターフェルという習慣を取り入れたものである。

## 主な調味料
インドネシアには香辛料を多用した辛口の料理が多く、一般的な調味料にはエシャロット、ニンニク、唐辛子、胡椒、ウコン、ガランガー、レモングラス、キャンドルナッツ、トラシ、ココナッツミルクなどがある。
ケチャップマニスとブンブ・カチャン（bumbu kacang、ピーナッツソース）は数多くのインドネシア料理に使用される。ケチャップマニスとココナッツミルクは万能調味料であり、またどんな料理にも何らかのサンバルが必要である。

### ココナッツミルク

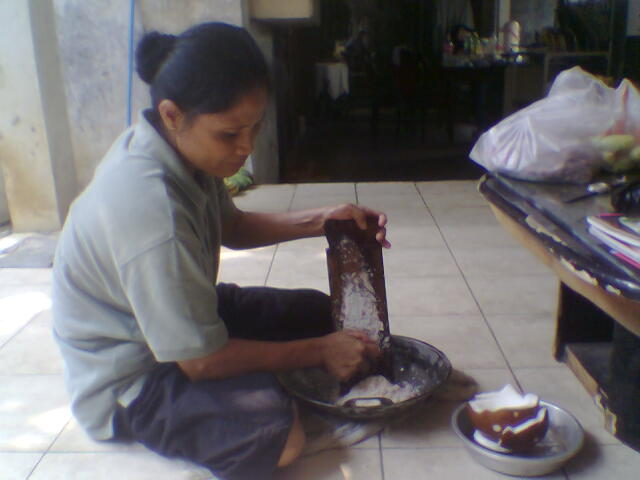
ココナッツを削る

ココナッツミルクはインドネシア語で「サンタン」（santen）という。ソト（soto）、グドゥッ、ルンダン、グライ（gulai）、サユロデ（sayur lodeh）、ナシウドゥッ、ナシクニンなどの様々な料理で使用される。ココナッツミルクはデザートにも使われ、ココナッツミルク入りのビカアンボンケーキ（Bika Ambon）は北スマトラ州メダンの名物、ココナッツとココナッツミルク入りクラプルタート（klappertart）はマナドの名物である。エステレル（es teler）とエスチェンドル（es cendol）などかき氷のようなデザートにもココナッツミルクが入る。パダン料理では、揚げ物と野菜の炒め物以外、ほとんどの料理にココッナツミルクを使用する。
ココナッツミルクは生のココナッツの実をココナッツ削り器で削り、水を加えて絞って作る。市場やスーパーマーケットの野菜売り場では削りたてのココナッツが販売されている。紙パック入りや缶詰のココナッツミルクも市販されている。濃さは加える水の量で調節し、濃いココナッツミルクはルンダン、グライ、デザートなどに使用し、ココナッツミルクはサユロデとソトの汁に用いる。アンパス・クラパ（ampas kelapa）というココナッツの絞りかすは捨てずに、野菜とサンバルに和えてウラプ（urap）にしたり、味をつけて炒め、スルンデン（serundeng）というふりかけ状の食品にしたり、テンペの原料の大豆に混ぜたりすることもある。スルンデンは牛肉を加えてスルンデン・ダギン（serundeng daging）にしたり、ソトやクタン（ketan、もち米）にかけてたりして食べる。米をバナナの葉で包み、ココナッツミルクで炊くとブラス（buras）というおやつができ、スルンデンに似たココナッツフレークをかけて食べる。

### サンバル

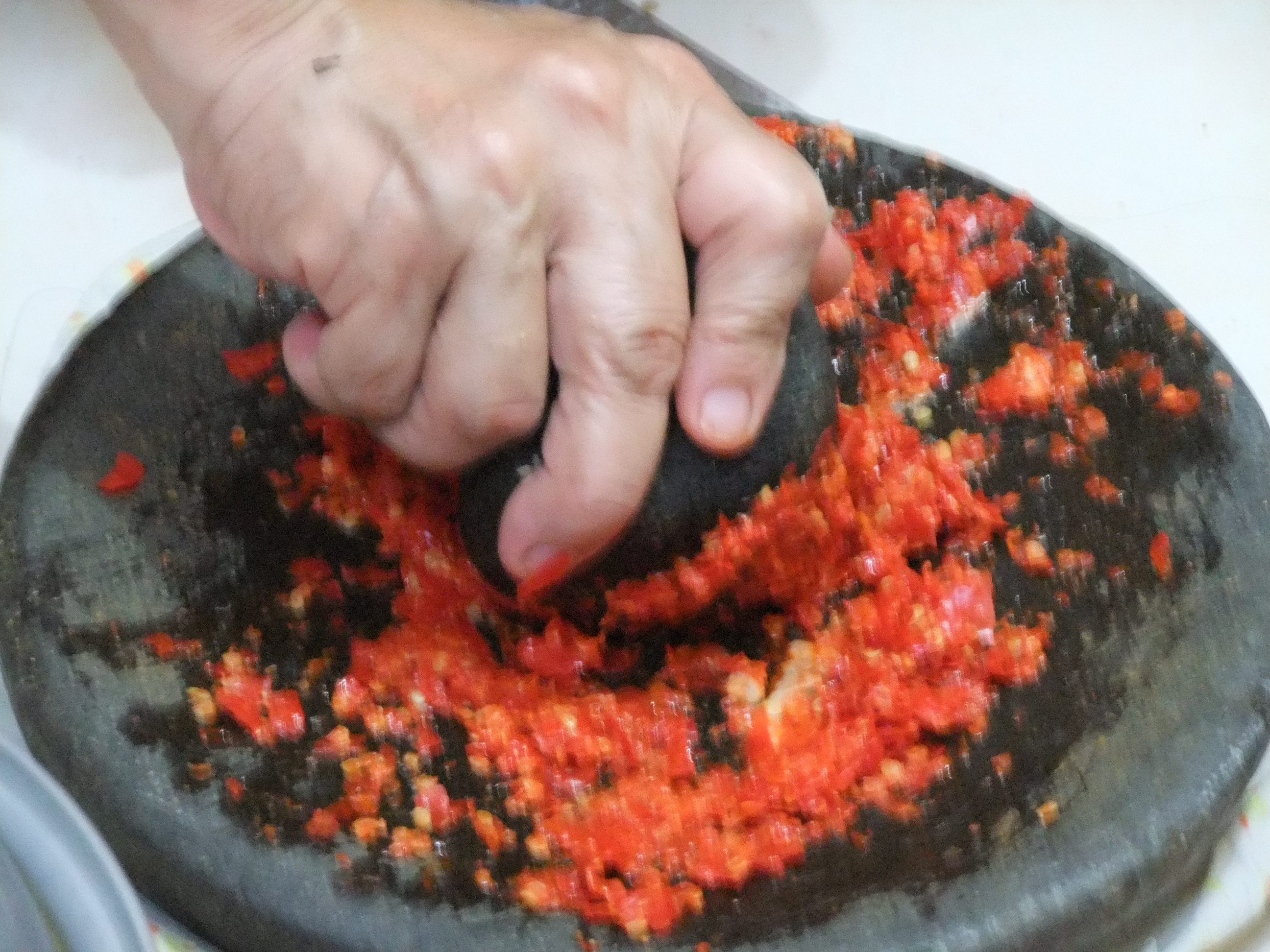
サンバル

インドネシア料理はサンバルという調味ソースで始まる。ナシゴレン、ミーゴレン、野菜炒めなどの簡単な料理から、ルンダン、グライなど煮込む料理までほとんどの料理がサンバルで始まる。その他、サンバルはソースとして汁ものに入れたり、食べ物やスナックに掛けたり、ご飯のおかずとして食べられる。市販されているサンバルやサンバルソースもある。中華インドネシア料理の特徴は色々な料理をサンバルと一緒に食べること。サンバルを作る材料は料理に合わせて決める。石臼でトウガラシ、キダチトウガラシ、塩、ニンニク、シャロット、トマト、トラシ、ショウガ、バンウコンなどを潰して、サンバルやブンブ（bumbu、ソース）を作る。

### ケチャップマニス
ケチャップマニスはインドネシアの甘い醤油である。ミーゴレン、ナシゴレンなど炒め料理から目玉焼き、揚げ豆腐、揚げテンペなどの調味料として使う。白飯の上にケチャップマニスを掛けて食べる人もいる。

### ピーナッツソース

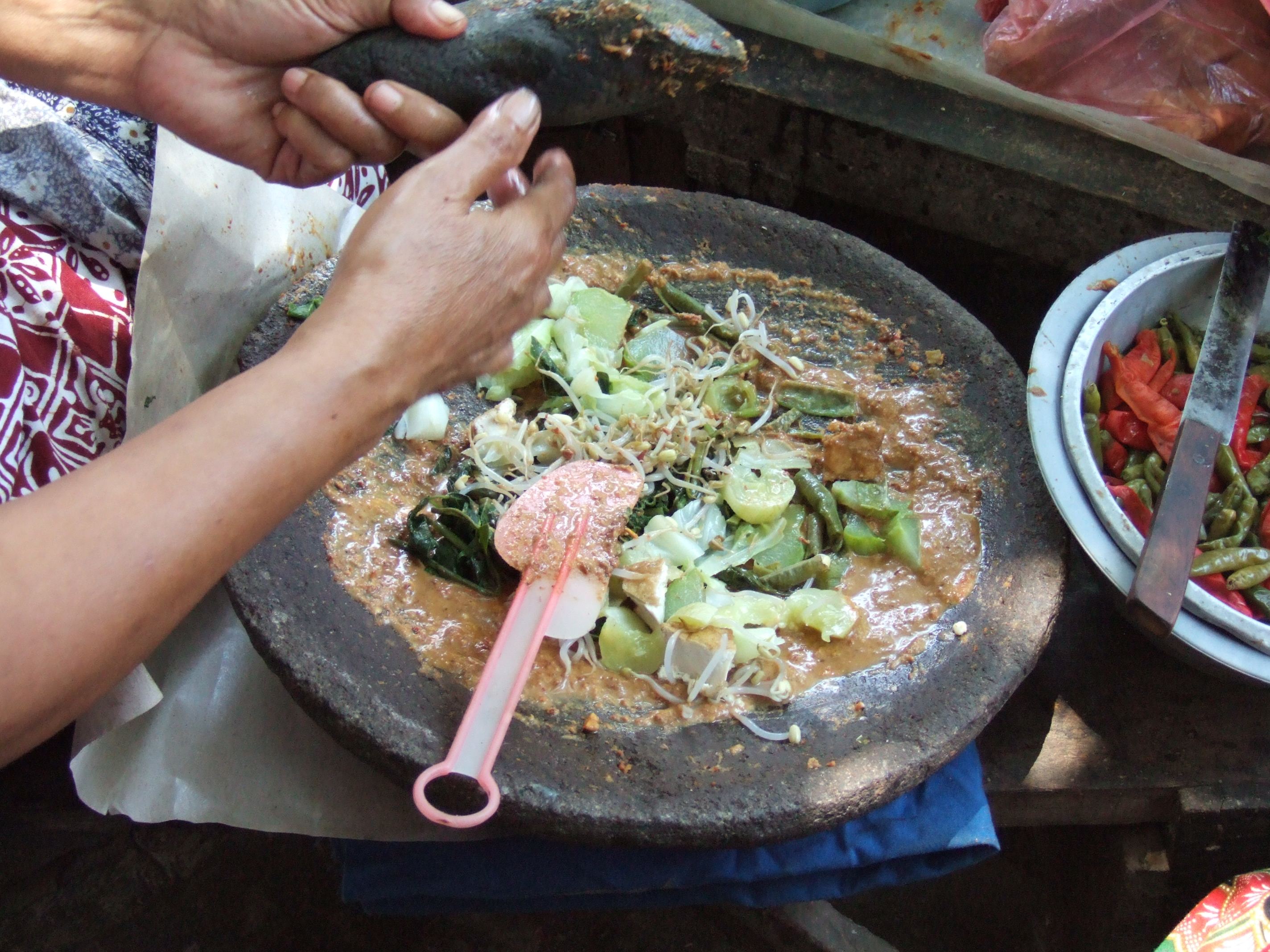
ガドガド用のピーナッツソース

インドネシアのピーナッツを食用とする歴史は浅く、16世紀にポルトガルやスペインとの貿易と共に栽培が始まったが、今ではインドネシア料理に欠かせない食材となった。ピーナッツソースを使った代表的な料理としてガドガド、サテ、カレドッ（karedok）、プチェル（pecel）などがある。サンバルにピーナッツソースとケチャップマニスを加えるとサンバルカチャン（sambal kacang、ピーナッツサンバル）というソースができる。オタッオタッ（otak-otak）、ルンピア、リソルス（risoles）などにつけて食べる。

## 食事の文化

### テーブルマナー
インドネシア料理は右手でスプーン、左手でフォークを持って食べる。本格的な中華料理店ではご飯は茶碗で出すこともある。おかずは大皿に盛って、テーブルか床のマットの上に置き、各自好きなものを自分の皿に取って食べる。お皿とスープの椀は食卓から持ち上げないことが良いマナーである。「シラカンマカン」（Silakan makan）という挨拶は、宴会の時ホストがゲストに「どうぞ食べてください」という意味で使う言葉である。食前や食事中にアイスティー、炭酸飲料、ジュースなどの甘い飲み物を摂る人が多い。
食べ物によっては手で食べることも多い。左手は不浄とされているので右手を使う。パダン料理は手で食べる人が多い。インドネシア人は元々、ヨーロッパ人がスプーンとフォークを持ち込む前は料理を手で食べていた。手で食べる際は大皿に備え付けのスプーンで取り皿によそってから食べる。パダン料理店ではライム入りの小さい椀（フィンガーボウル）に水を入れ、食べる前にそれで手を洗う。近くにあるシンクで石けんを使って手を洗うこともできる。中華料理店や麺料理店では箸が一般的だが、スプーンで麺を食べる人も多く、スプーンで麺を一口大に切ってから食べる。

### 朝食

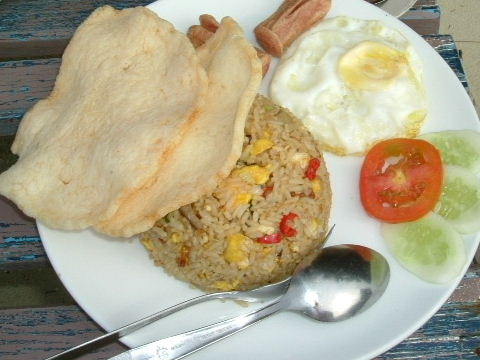
ナシゴレン

インドネシア人は一日三回、朝、昼、晩に食事をする。朝食はインドネシア語でMakan pagi（マカン パギ）と呼ばれる軽い食事で、ナシゴレン、鶏粥、インスタントラーメン、ご飯とアボン（abon、牛肉そぼろ）、目玉焼きなどが一般的なインドネシアの朝食である。朝の飲み物はジャスミンティー、紅茶（テ）、コーヒー（コピ）などで、全て砂糖や練乳、牛乳を入れて飲む。
より伝統的な朝の料理もあり、地方によって異なる。西スマトラ州ではソトパダン（Soto padang）、ジャカルタではナシウドゥッ（Nasi udok）、ジャワ島ではナシウラム（Nasi ulam）、ナシムゴノ（Nasi megono）、ソトアヤム（Soto ayam）などがある。
都会に住む人々は古くからオランダ文化の影響を受け、朝食にパンを食べる習慣がある。パンにはマーガリン、チーズ、チョコレート、ピーナッツバターなどのスプレッドを塗り、パイナップルジャムを挟んで食べる。

### 昼食・夕食

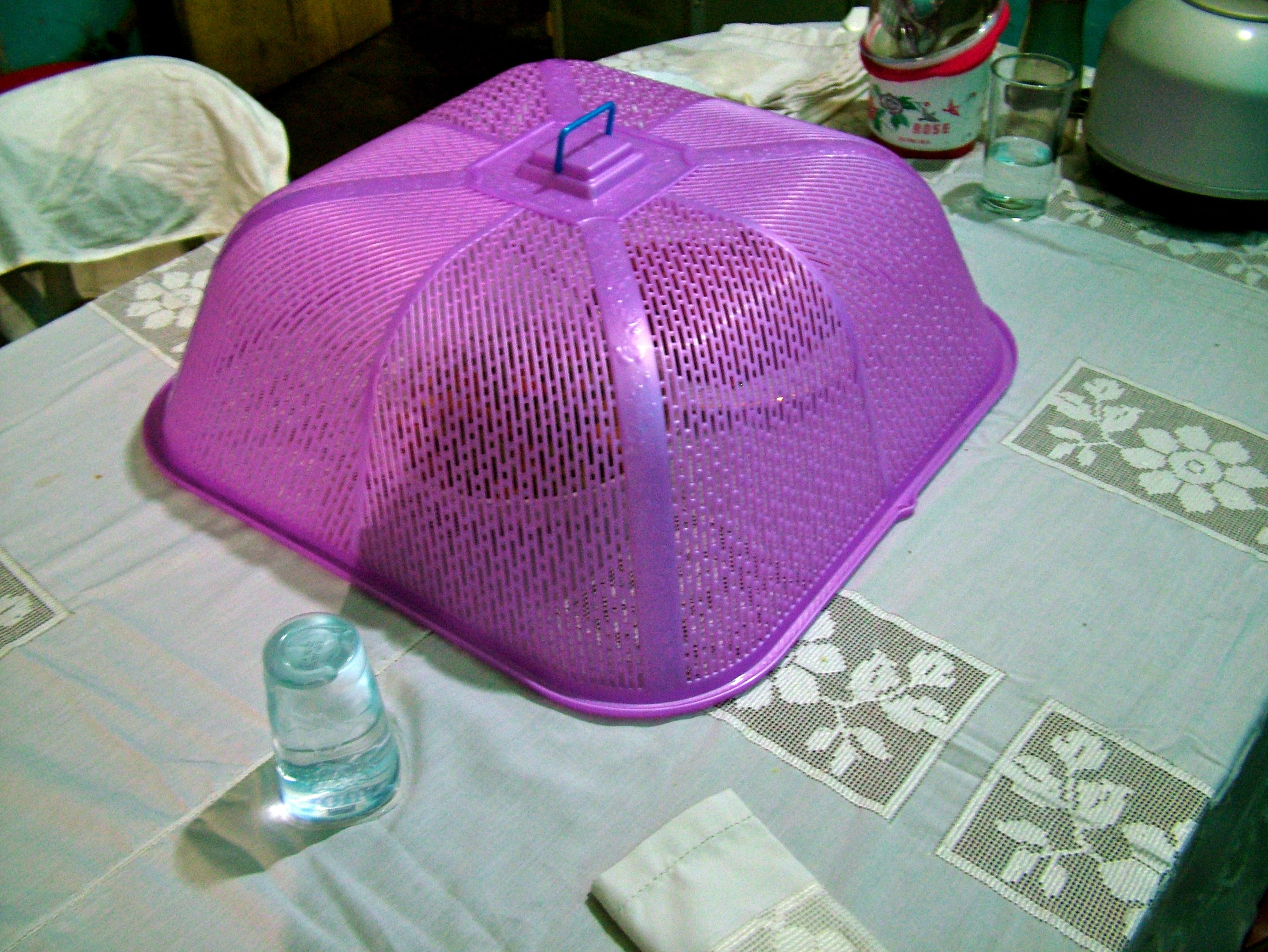
インドネシアの食卓。ハエよけをかぶせた料理。

西部や中部インドネシアの一般家庭では一日一回、朝に調理する。食事の時間は特に決まっておらず、家族全員揃って食べるのではなく、家に着いた者から自由に食べる。一般的に昼食（Makan siang、マカンシアン）は正午から、夕食（Makan malam、マカンマラム）は午後7時から9時までである。お昼に食べ切れなかったおかずはハエよけで覆って食卓に置いておく。夕食の時に温めて、必要であれば簡単な1 - 2種類のおかずを追加して、家族全員揃ってご飯を食べることもある。
食卓にはクルプック（Krupuk、Kerupuk、Keropok。えびや魚の揚げ煎餅）、ウンピン（Emping）、アボンを常備し、朝食のおかずとして、またご飯の友として食べる。
朝食を終え、家の掃除をすませると、主婦や家政婦はその日使う食材の買い物に出かけ、市場やスーパーマーケットや移動式食材屋台で野菜や肉を買う。場合によって、冷蔵庫に買い置きする人もいる。小・中学生は授業がお昼くらいに終わるので家に帰り、昼食を家で食べる。前述のとおり食事の時間が決まっていないので、子供たちは家に着くと自由に食事をするが、母親が家にいる時は、子供達と一緒に食べる。
白飯（Nasi）はインドネシア人の食卓に一般的で、野菜料理（スープ〈Soto〉や野菜炒め〈Sayur yang ditumis〉）と肉、魚、テンペ、豆腐などの3 - 4種類のおかずと一緒に食べる。食卓には少なくともサンバルは欠かせない。
インドネシア人は、職場や学校へ行く時に弁当を持っていく習慣がない。幼稚園と小学校では休憩時間があり、家から持ってきたスナックやパンを食べる。都会で働く人々の昼ごはんはほとんど外食で、レストランや屋台で食べる。白飯とおかずをバナナの葉と紙で包んだナシブンクス（Nasi bungkus、ランチパック）を買ってオフィスの食堂で食べる者もいる。

## 外食

### 料理店

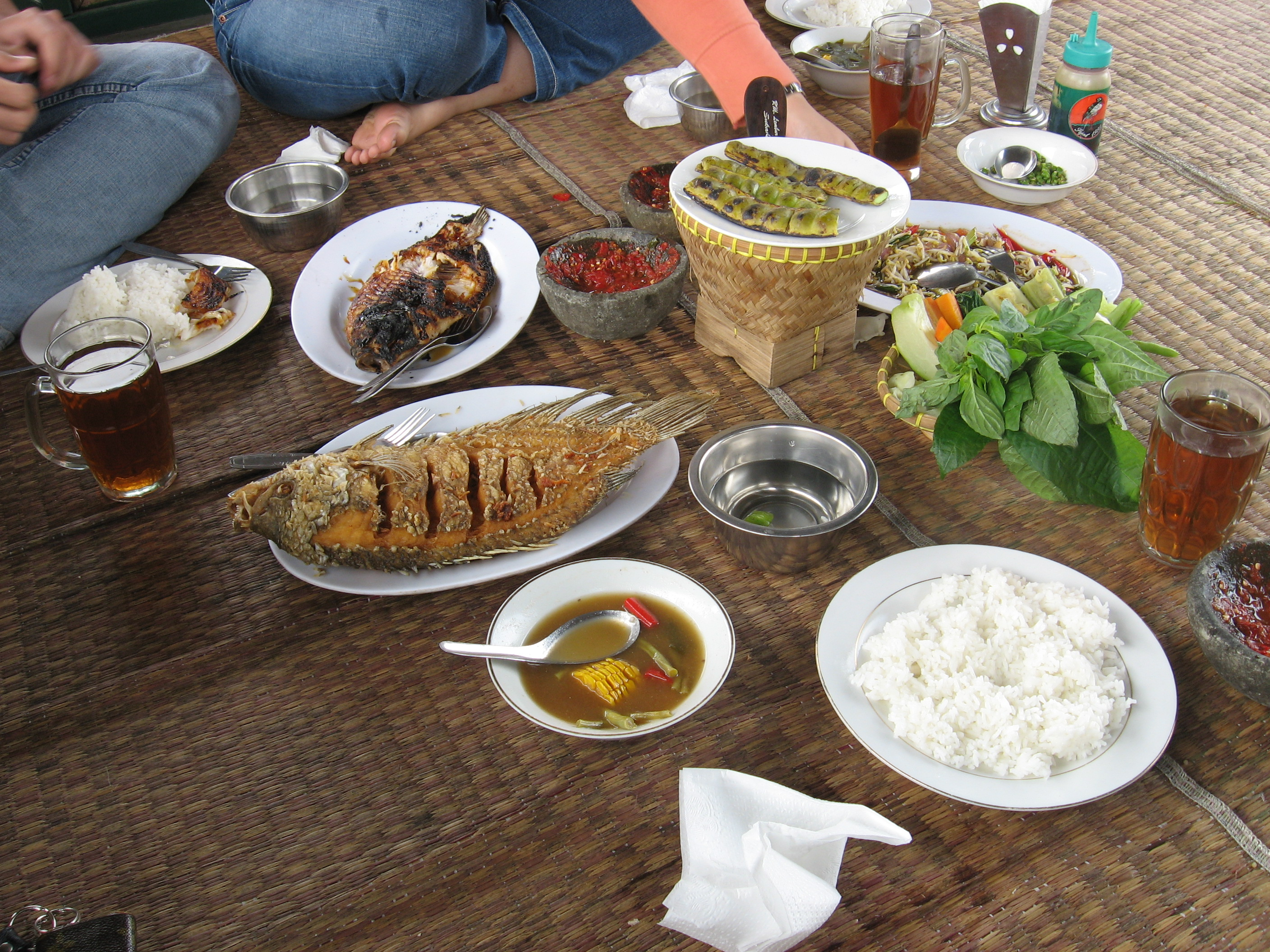
スンダ料理。床に座って食べる。

インドネシア各地ではパダン料理店が一般的である。客がテーブルにつくと、10種類以上の煮込み料理が出て来る。好きな料理を好きなだけ食べ、食後に食べた分だけ代金を払う。
場所によって、パダン料理店の他に、中華料理店、スンダ料理店、グドゥッと伝統的なアヤムゴレン（鶏の揚げ物）の専門店を含むジャワ料理店、マカサル料理、マナド料理、バタク料理店もある。大都市にはピザ、フライドチキン、ハンバーガーのチェーン店もある。
ほとんどの料理店では料理を持ち帰ることができる。パダン料理店のナシブンクスは旅行やピクニックの弁当として人気がある。ビニールスプーンが無料で付いてくることもある。箱代は別料金で、パダン料理店とグドゥッ専門店では紙箱にご飯とおかずを入れたものをナシコタッ（nasi kotak、箱に入ったご飯の意）という。

### 屋台

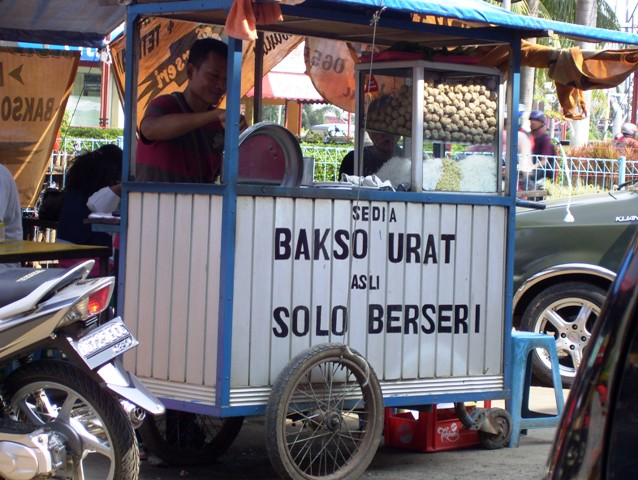
バッソ（牛肉団子）を売るカキリマ

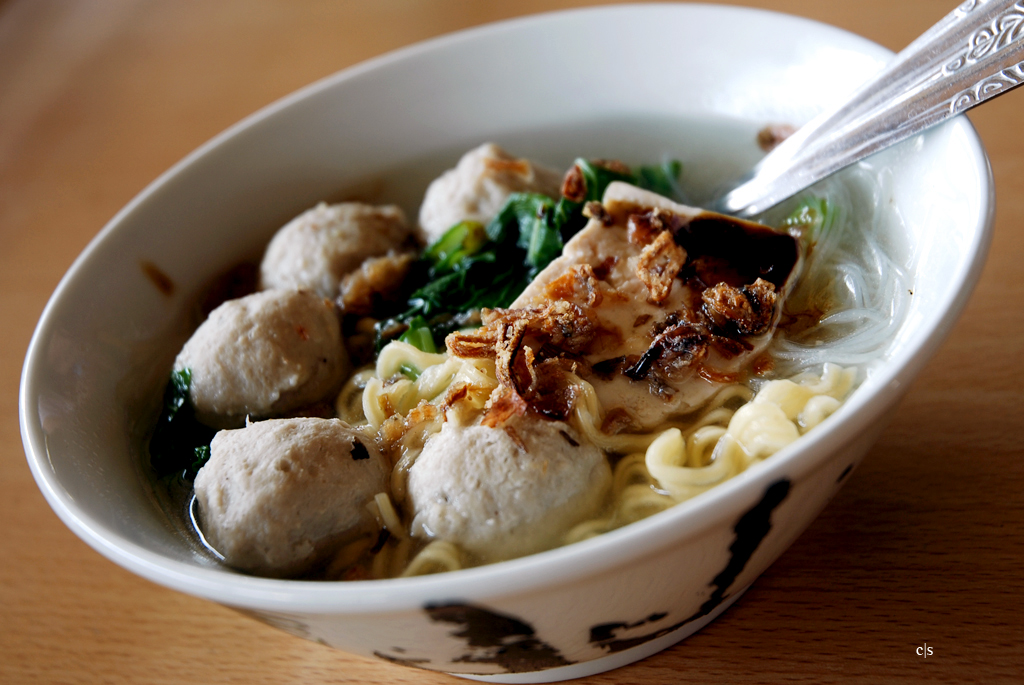
ミーバッソ

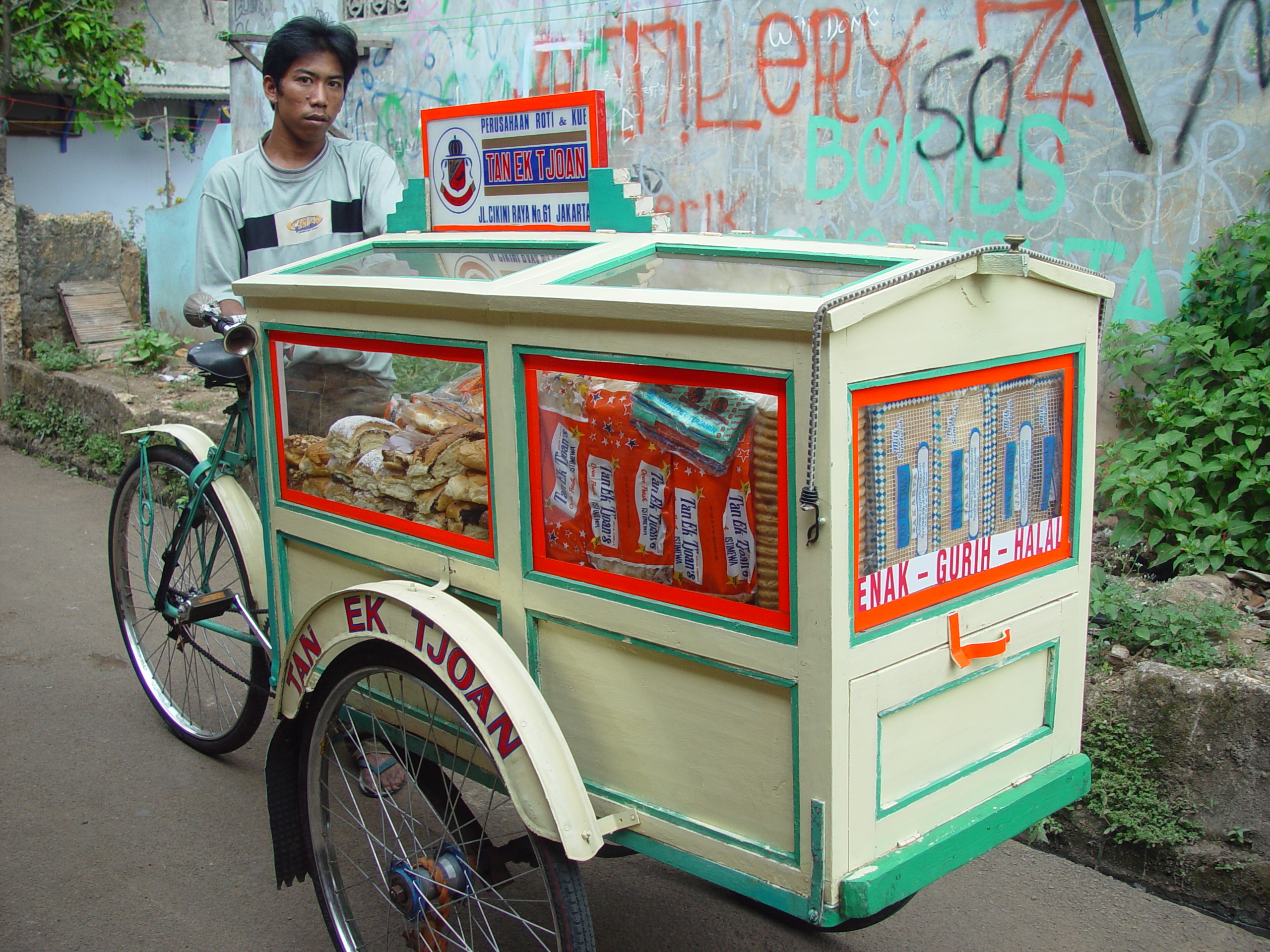
移動式屋台のパン屋

カキリマ（kaki lima）と呼ばれる屋台では麺料理、サテ（鶏肉のサテアヤム、山羊肉のサテカンビン、パダン風のサテパダンなど）、マルタバッ（martabak）、ソトアヤム、ピサンゴレン（pisang goreng、揚げバナナ）、ブブカチャン・ヒジャウ（bubur kacang hijau、緑豆粥）、魚介料理などを販売している。カキリマの本来の意味は「5フィート」で、歩道の幅を指し、食べ物やその他の物品を歩道で販売することを表す言葉である。本物の屋台のおいしさをアピールするレストランもあり、店の前に屋台を飾り、サテ、ソト、麺料理、ソマイ（siomay、ピーナッツソースで食べる魚の焼売）など様々な料理を販売する。
屋台の営業時間は食べ物の種類によって異なる。早朝から営業する屋台はブブアヤム（bubur ayam、鶏粥）、緑豆粥など。正午から営業するのはラクサ、ゴレンガン（gorengan、揚げ物各種）、ソマイ、バタゴル（batagor）、トゲゴレン（toge goreng）、麺料理、ソトアヤム、かき氷の屋台である。午後4〜5時からの営業はミーゴレン、ナシゴレン、サテ（サテアヤム、サテカンビン）、マルタバッ、ピサンゴレンの屋台などである。都会の夜を繁華街の歩道で営業するカキリマが街を賑やかにする。
移動式屋台は荷車、改造した自転車、オートバイに乗った物売りである。パンを始め、麺料理、ミー・パンシッ（mi pangsit、ワンタン麺）、バーワン、トゲゴレン、鶏粥、ソマイを売る。移動式屋台は独特の掛け声や鍋、椀、竹を叩いて、販売する料理を宣伝する。
ジョグジャカルタの繁華街マリオボロ通り（Jalan Malioboro）には地面の上にマットを広げたレセハン（lesehan）という屋台があり、主にグドゥッを商う。ジャワ語で「レセハン」とは床に座るという意味である。ストリートミュージシャンが必ず現れ、客から貰う小銭を期待して歌を歌う。
ジョグジャカルタの夕方から営業するワルン（warung）はアンクリンガン（angkringan）という。コーヒーなどの飲み物とスナックや、セゴクチン（segå kucing、ネコご飯の意）という数口分のご飯とおかずを販売する。アンクリンガンはジャワ語でリラックスして座るという意味で、ジョグジャカルタの薄暗いところで世間話をする場所である。

### ワルン

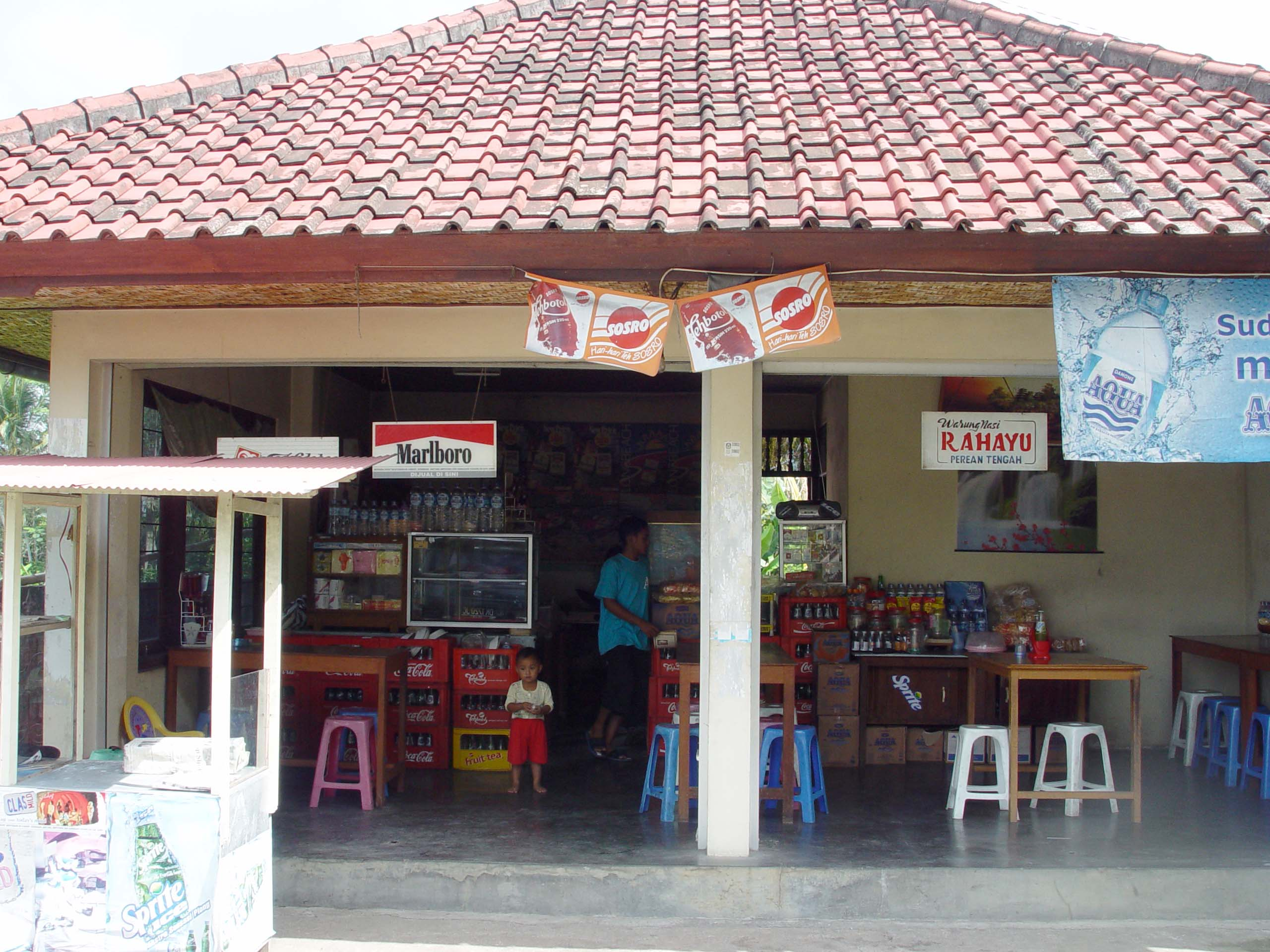
ワルン

ワルンとは小さな店という意味で、庶民の食堂を示す。ワルンの食べ物は値段が安く、衛生面で問題がないとはいえない。バリ島の各地ではナシチャンプルなどを販売するワルンが多い。
ワルントゥガル（Warung Tegal）はトゥガル人が経営する食堂で手頃な値段で料理が食べられ、ジャカルタでよく見かける。食事だけではなく、コーヒーや飲み物を販売する。

## 飲み物・デザート

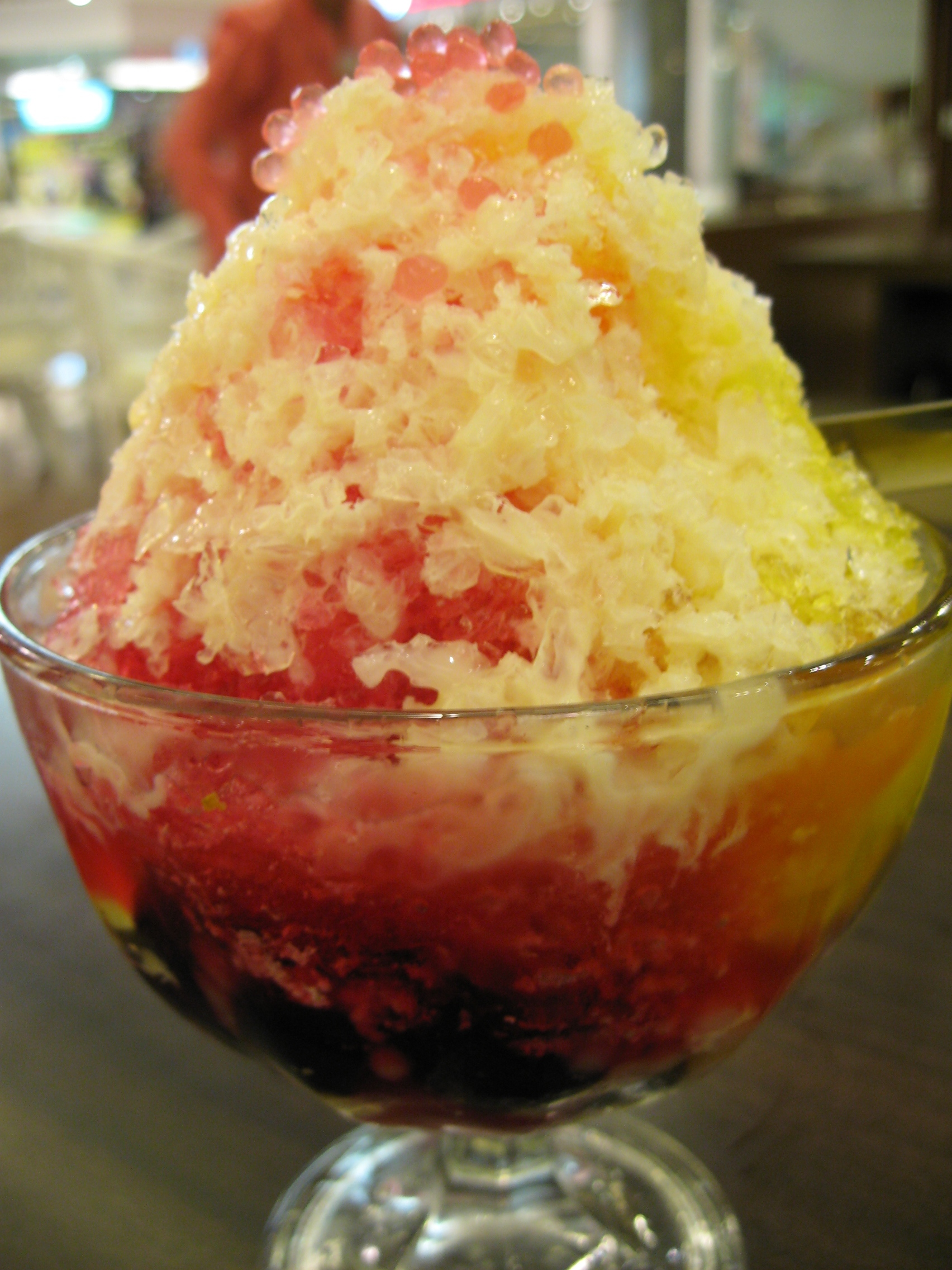
エスシャンハイ（エスチャンプル）

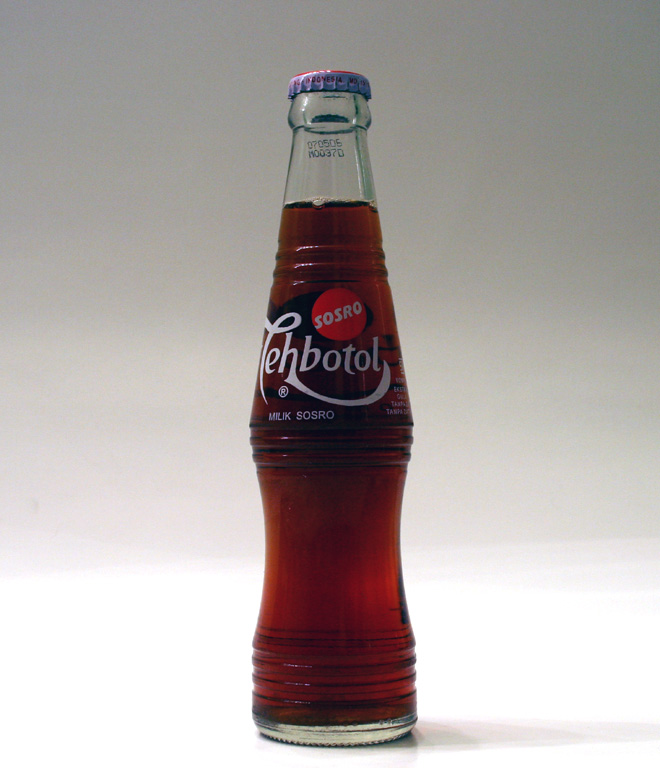
テボトル（砂糖入りジャスミンティー）

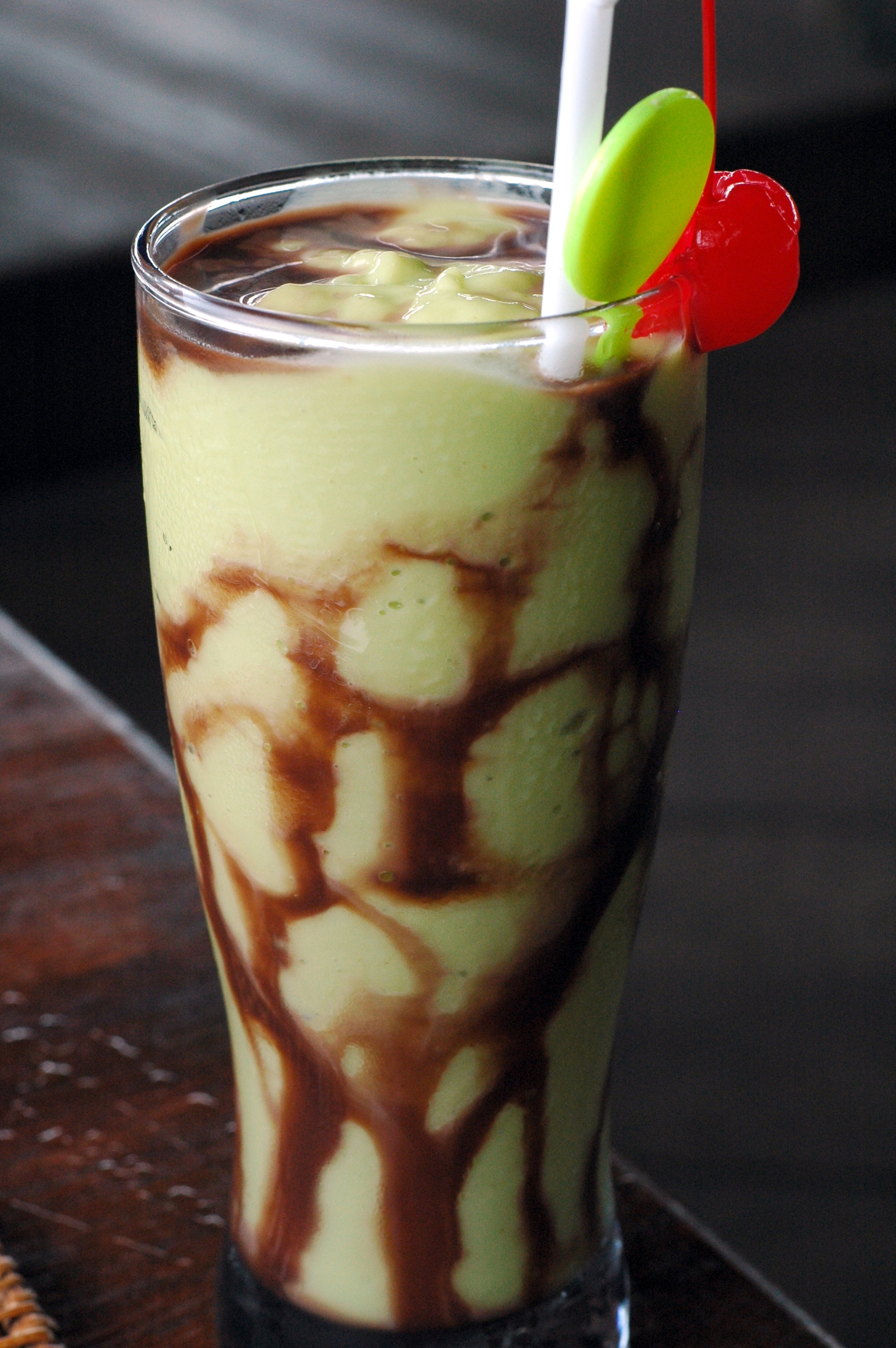
アボカドジュース

生水を飲むことに衛生的な問題がないとはいえない。ミネラルウォーターはインドネシア各地で瓶やペットボトルやプラスチックの容器で販売されている。インドネシア語でミネラルウォーターをアクア（Aqua)というが、元々はミネラルウォーターのブランドの一つであった。一般的なブランドなので、今ではすべてのミネラルウォーターをアクアと呼んでいる。テボトル（teh botol、瓶入り、または紙パック入りの甘いジャスミンティー）はインドネシアで人気の飲み物である。
「コピ」（kopi）はコーヒーのことである。インドネシア人はコーヒーフィルターを使わず、挽いた豆と砂糖をグラスに入れて湯を注ぎ、上澄み液を飲む。これを「コピトゥブルッ」（kopi tubruk）という。
料理店のデザートにはスライスしたフルーツ、ジュース、かき氷、タピオカ入りのエスチャンプル、パラミツ入りのエステレルなどがある。かき氷も飲み物とされ、食事中にかき氷を食べる（飲む）人もいる。
食事と一緒にデザートが出ることもあるので、デザートを食事の前に食べたくない場合は必ず店の人に伝えた方がよい。
「エス」（es）とは氷のことであり、「エス」の付く飲み物はアイスティー以外ほとんどかき氷類である。レストランでは飲み物の注文の時、客に氷入りのグラスと一緒に出すか、瓶や紙パック入りの冷えた飲み物のどちらにするかを尋ねる。生水で氷を作っていることもあるので、場所によっては氷入りグラスには衛生面の問題がある場合がある。
代表的なデザートと飲み物
- エスシャンハイ（es shanghai）、またはエスチャンプル（es campur）：フルーツ、タピオカ入りかき氷。
- エステレル（es teler）：ジャックフルーツ、アボカド、ココナッツミルク入りかき氷。
- エスチンチャウ（es cincau）
- エスドゲル（es doger）
- テポチ（teh poci）：ジャワの伝統的なジャスミン茶
- エスポトン（アイスキャンディー）、エスプテル（昔風のアイスクリーム）
- ジュース：アボカド、ドリアン、パラミツ、パイナップル、スターフルーツ、サワーサップ、パパイヤ、マンゴー、バナナなど。
- スライスフルーツ：パパイヤ、メロン、パイナップル、サポジラなど。
- ルジャッ（rujak、フルーツサラダ）：青いマンゴー、青いパパイヤ、パイナップル、スターフルーツ、紅サツマイモなどを黒砂糖のサンバルで和えたもの。

シロップはかき氷にかけて食べる以外に、氷で薄めて氷と一緒に飲むこともある。パッションフルーツシロップはメダンとマカッサルの名物である。

## アルコール飲料
インドネシアでは酒の販売は認められているものの、国民の9割がムスリムであるため、多くの国民には飲酒の習慣がない。しかし、人口が2億5000万人を超えるインドネシアでは、ムスリム以外の国民も決して少なくはなく、彼らには独自の酒の文化もある。また、ムスリムの中でも戒律をさほど重視しない者もおり、経済成長や、日本や欧米の食文化が流入していることも相まって、ムスリムでも飲酒を楽しむ者が増えつつある。

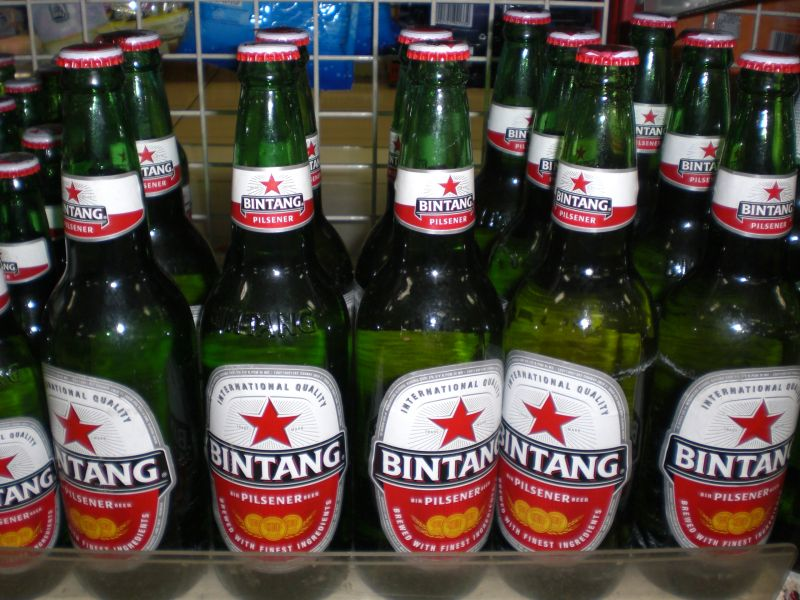
ビンタンビール

酒はレストランやバーで販売される。ホテルや高級レストランではアルコールの制限がなく、ビンタンビール、アンカービール、ハイネケンビールなどインドネシアの代表的なビールが販売される。米から作られた酒ブルムはバリ島の名物である。
北スマトラ州の伝統的な酒は砂糖ヤシの樹液を醗酵させて作るトゥアッ（tuak、アラック）である。北スラウェシ州では、同じ原料で伝統的なチャップティクス（cap tikus）という強い酒が作られ、密造されることもある。

## 代表的なインドネシア料理

### スープ

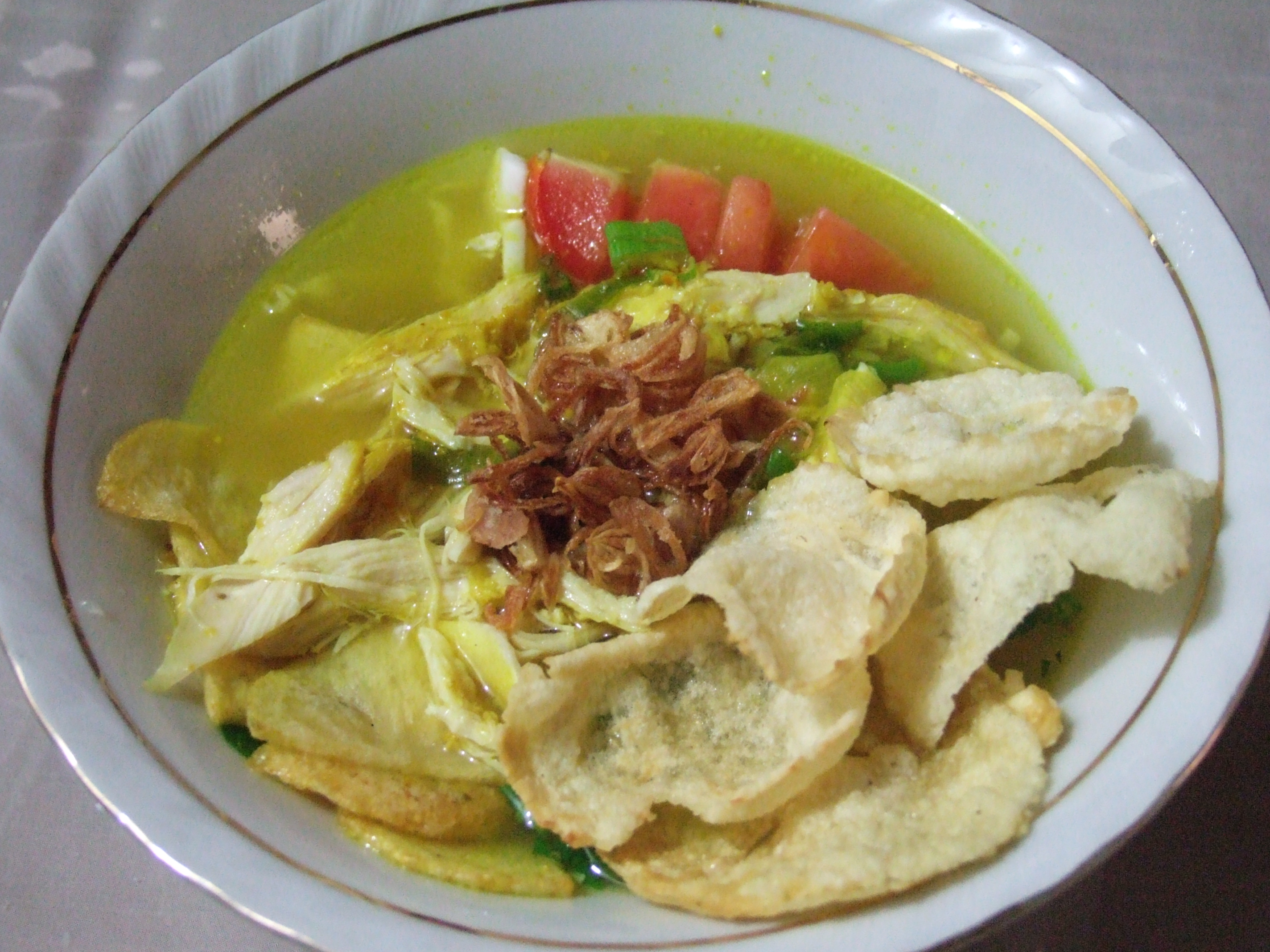
ソトアヤム（チキンスープ）

スープはソト（soto）またはソプ（sop)といい、ココナッツミルク入りのものもある。地方料理として地方名物になっているソトもあり、都市の名前をつけたものが多く、クドゥスのソトクドゥス（soto Kudus）、クディリのソトクディリ（soto Kediri）、ジャカルタのソトブタウィ（soto Betawi）、パダンのソトパダン（soto Padang）、バンドンのソトバンドン（soto bandung）、ソトソカラジャ、チョトマカサル（coto Makassar）などがある。鶏のソトアヤム（soto ayam）、牛の胃のソトババッ（soto babat）、ヤギの足のソトカンビン（soto kambing）、麺入りのソトミー（soto mi）など、食材によって命名されたソトもある。ソトは白飯と一緒に食べるが、ソトの椀に米で作ったロントンやクトゥパッを入れることもある。

### サテ
サテは串に刺した肉を炭火で焼いた、中近東料理のケバブの影響を受けた料理である。サテを食べる時のソースには、刻みトウガラシ、キダチトウガラシ、シャロット、トマト、コショウなどを混ぜたピーナッツソースとケチャップマニスの2種類がある。
サテは肉の種類によって命名され、鶏肉のサテアヤム（sate ayam）、鶏挽肉のサテリリッ（sate lilit）、ヤギ肉のサテカンビン（sate kambing）、牛肉のサテサピ（sate sapi）、豚肉のサテバビ（sate babi）などがある。サテはご飯かロントンやクトゥパッと一緒に食べる。

## 菓子とパン
パンはスーパーマーケット、街のパン屋（英語のbakeryからバケリという）や移動屋台で販売される。移動屋台で販売されるパンは販売人が作ったのではなく、パン工場で作られている。街のパン屋ではショートケーキも販売している。お菓子のことを「クエ」（kue）という。

### スナック

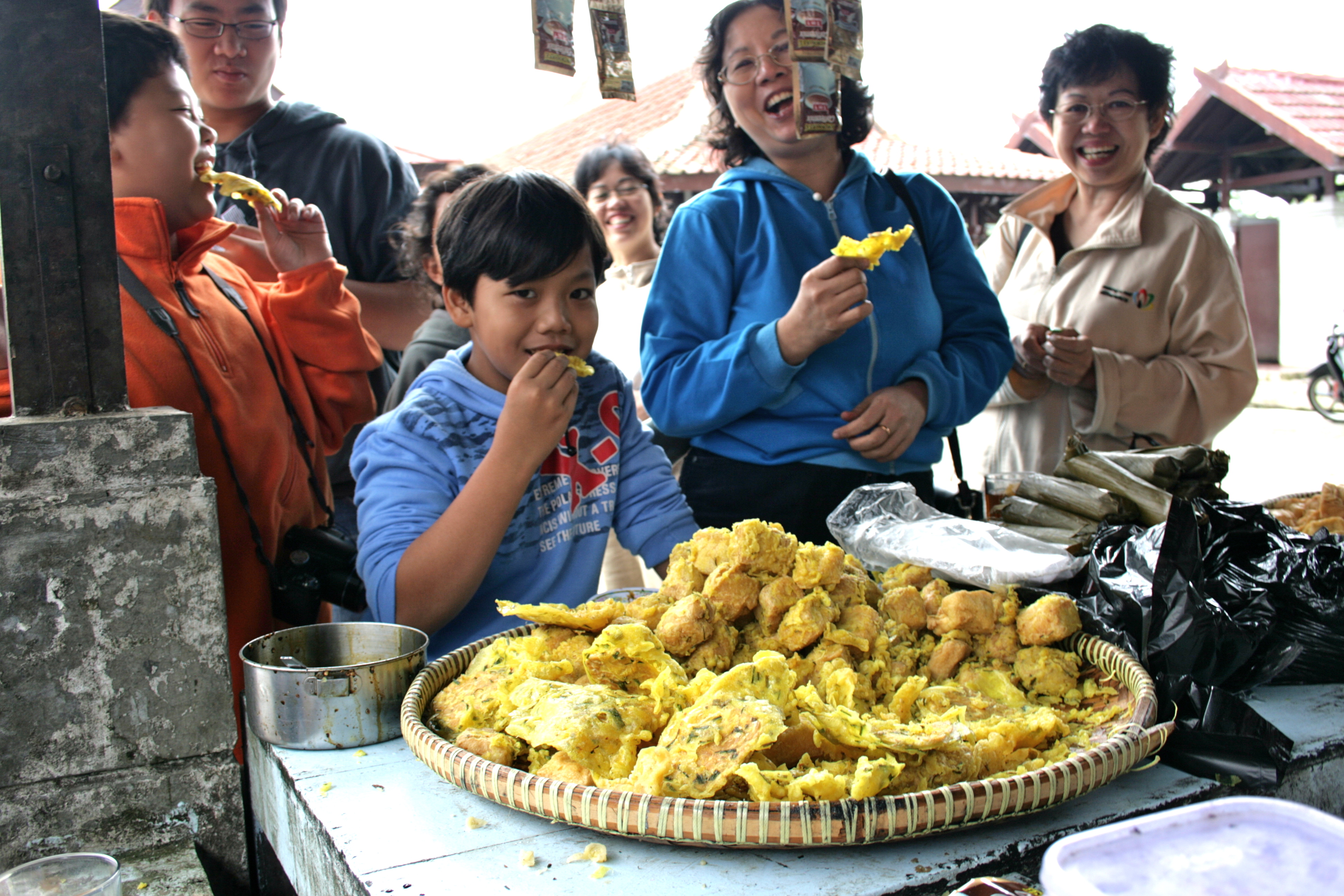
ゴレンガン（揚げ物スナック）

インドネシアのスナックはジャジャンパサー（jajan pasar、「市場のおやつ」の意）といい、地方と民族によって種類が異なる。
- 揚げスナック：パステル（pastel）、リソルス、クロケッ（kroket、コロッケ）、ルンピア、タフイシ（tahu isi）
- 蒸し菓子：クエプトゥ（kue putu）、グトゥッ（getuk）、ルピス、ルマン、クエピサン（kue pisang）、クルポン、オンデオンデ、ナガサリ（nagasari）、ボルククス

焼き菓子とケーキ：バピア（bakpia）、シュークリーム、ラピスルギ、ビカアンボン。

## 祭日料理

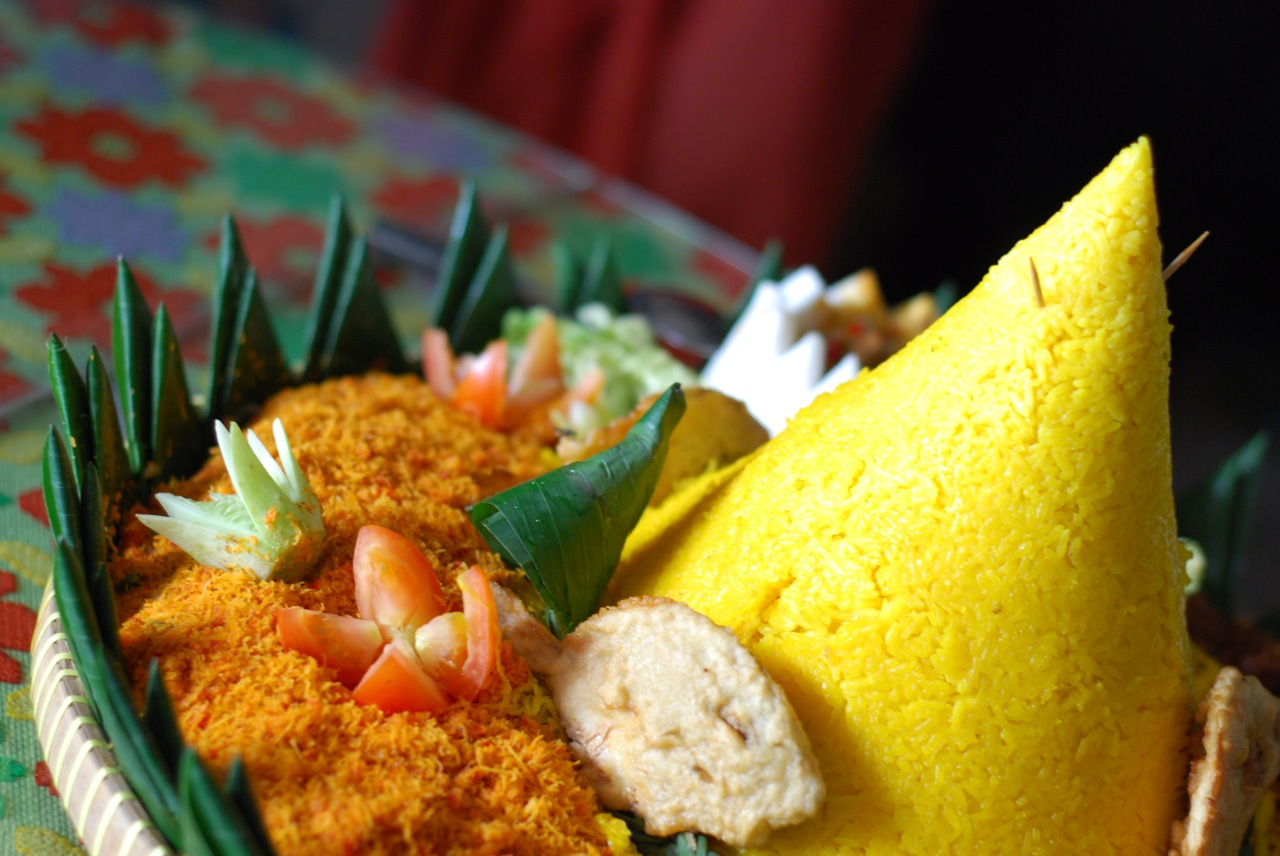
ナシトゥンペン、インドネシアの祭日料理

インドネシアの独立記念日、誕生パーティ、出産祝い、開店記念、結婚式などのお祝い事料理の代表はナシトゥンペン(en)である。これは元々ジャワ人の感謝パーティ「スラマタン」（selamatan）に出された料理がインドネシア各地に広まったものである。米を竹で編んだ円錐形の容器にいれて蒸し、ご飯を円錐形に盛り、周囲をおかずで囲む。ジャワ人は先祖と神様は山に住んでいると信じており、トゥンペンは聖なる山（須弥山）を表す。インドネシアでは、トゥンペンはバースデーケーキの代わりでもある。
トゥンペンのご飯は白飯か米をウコンとココナッツミルクで炊いたナシクニンまたはココナッツミルクで炊いたナシウドゥッ。おかずはウラプ（サンバルとココナッツフレークで和えた茹で野菜）、アヤムゴレン、スムル（semur、ケチャップマニスで煮た牛肉）、サンバル・トゥリカチャン（sambal teri kacang、アンチョビとピーナツのサンバル）、揚げえび、テロールプインダン（ゆで卵）、錦糸玉子、テンペオレッ（千切りテンペの揚げ物）、プルクデル（マッシュポテトを団子にして揚げたもの）、プルクデルジャグン（perkedel jagung、エビとトウモロコシの衣揚げ）、サンバルゴレンアティ（sambal goreng hati、サンバルで炒めた鶏レバー）などである。

## ライスターフェル

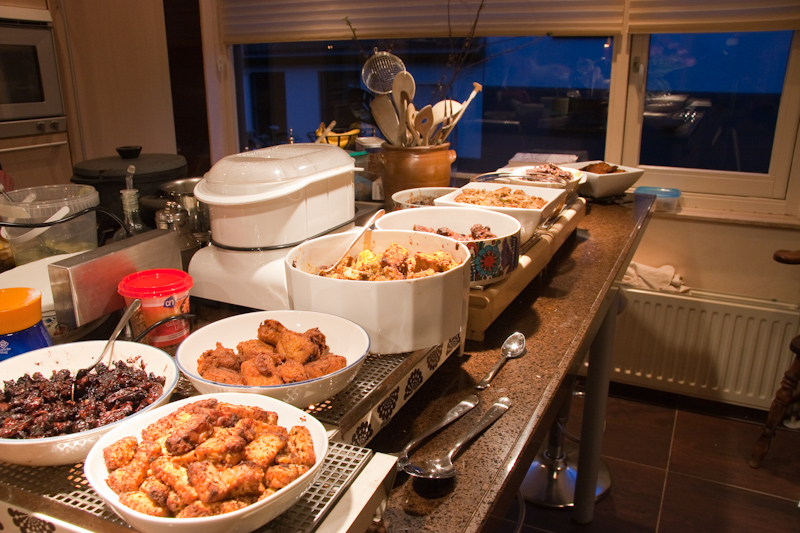
ライスターフェル

ライスターフェルとはオランダ式インドネシア料理で、「ご飯のテーブル」という意味である。植民地時代のオランダ人の富裕層の暮らしを表す料理の数々である。オランダには17世紀にアムステルダムの富裕層が紹介した。
数十種類のインドネシア料理をテーブルの上に置いて、ビュッフェとして食べる他、インドネシア料理をヨーロッパ式にコース料理として供することもある。飲み物は、ワインやジンなどのアルコールを出される。料理の種類は非常に多く、ナシゴレン、ミーゴレン、数種類のスープ、サテなどインドネシア各地の料理が供される。

## インドネシア料理の一覧

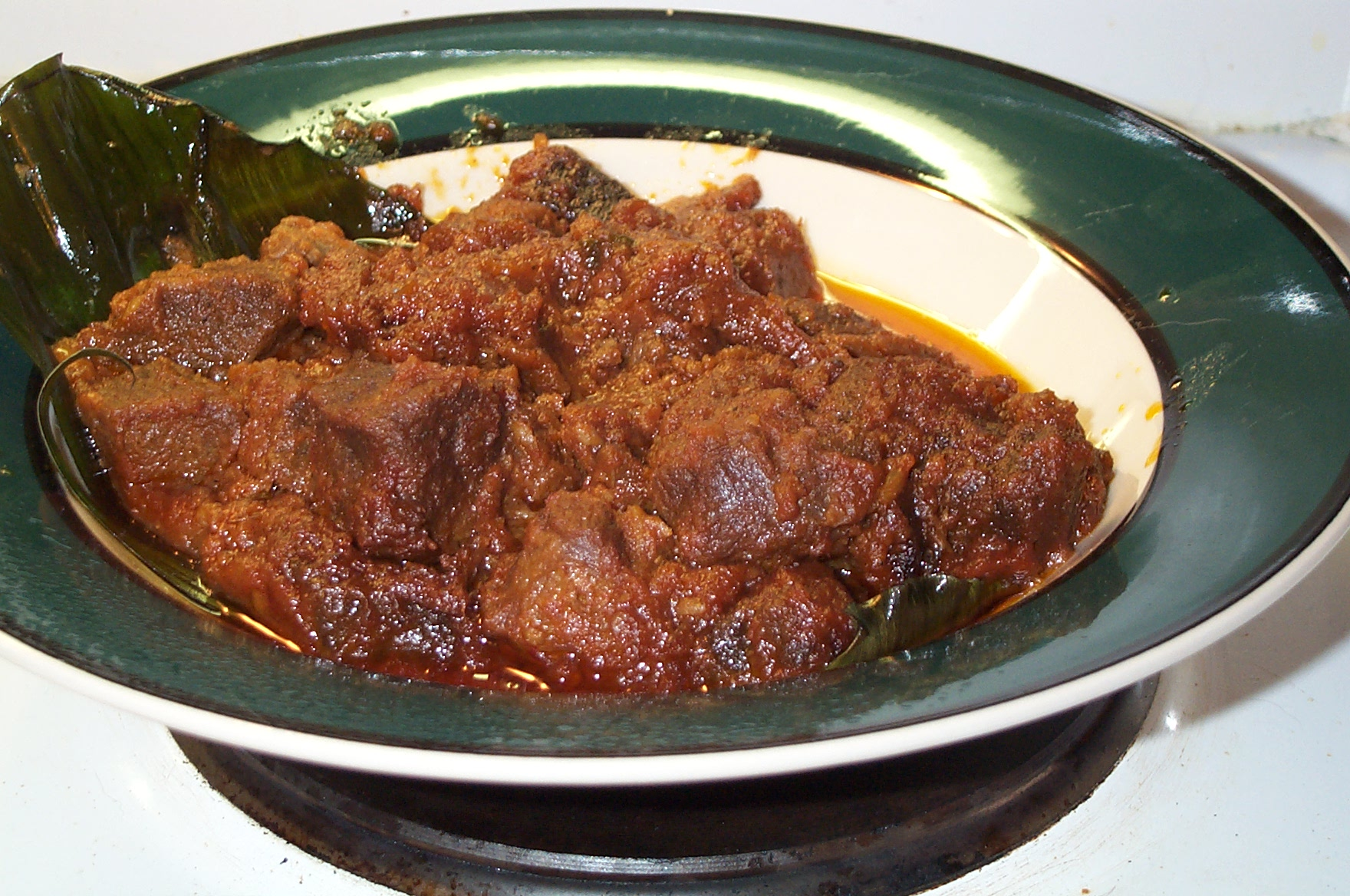
代表的なパダン料理のルンダン

- ナシゴレン - インドネシア風チャーハン、焼き飯。「飯を炒める」の意。
- ナシチャンプル - 直訳すれば混ぜご飯だが、日本のそれのように初めから混ぜて供されるのではなく、韓国のビビンバのように食べる人が混ぜる。
- ナシウドゥッ - ココナッツミルクで炊いたご飯。
- ミーゴレン - インドネシア風炒麺。
- サテ - 肉の串焼き。香辛料の効いた牛や山羊ホルモンのサテをサテパダンという。
- ガドガド - 温野菜やタフゴレンをプチェル (pecel) というピーナッツソースであえて作るサラダ。「ごちゃ混ぜにする」の意。
- ソトアヤム - 香辛料のきいたチキンスープ。
- イカンバカール（ikan bakar）
- グドゥッ  - ジャワ島中部とジョグジャカルタの伝統的な料理で、パラミツ、鶏肉、鶏卵、タピオカの葉、筍、豆腐、テンペなどを黒砂糖で煮込んだもの。白飯を添えるとナシ・グドゥッと呼び、さらに鶏肉を添えるとナシ・グドゥッ・アヤムとなる。
- ラワール - 野菜、豚の耳、豚の皮を細かく刻んで豚の挽き肉と各種のスパイスで和えた物。
- ルンダン - パダン料理で、牛肉や水牛肉をココナッツミルクと香辛料で煮込んだもの。
- チャプチャイ - 中華風野菜炒め。
- テンペ - 椰子の葉に蒸した大豆を入れて発酵させた食べ物。風味は納豆と似ているが糸は引かない。幼児食に使われることもある。
- クルプック - エビや魚の粉をまぜて揚げたせんべい。料理の付け合わせやおやつとして食べる。
- アヤムゴレン - 鶏肉の揚げもの。インドネシア風フライドチキン。
- オポールアヤム - 鶏肉を香辛料と一緒にココナッツミルクで煮込んだもの。
- ブブール・カチャン・ヒジャウ - 甘い緑豆粥。

## 料理に関するインドネシア語
素材＋調理法　から命名されているものが多いため、基本語を知っておくと容易に想像できる。
- 素材
  - ナシ（Nasi）ご飯
  - ミー（Mie）麺
  - アヤム（Ayam）鶏
  - サピ (Sapi）牛
  - カンビン（Kambing）山羊
  - イカン（Ikan）魚
  - バビ（Babi）豚。イスラム教徒以外が使用。
  - ウダン（Udang）えび
  - チュミチュミ（Cumi-cumi）イカ
  - クピティン（Kepiting）カニ
  - クラン（Kerang）貝
  - ダギン（Daging）肉
  - サユール（Sayur）野菜

- 調理法
  - ゴレン（Goreng）炒める／揚げる
  - ルブス（Rebus）茹でる
  - チャンプル（Campur）混ぜる
  - バカール（Bakar）強火で焼く
  - パンガン（Panggang）焼く
  - ペペス（Pepes）バナナの葉で包んだ物を蒸してから焼く
  - トゥミス（Tumis）炒めて少し出汁を加える
  - グレイ（Gulai）ココナッツミルク煮
  - ソト（Soto）スープ
  - カレ（Kare）カレー